# 铁力农场
铁力农场是一个位于中华人民共和国黑龙江省伊春市铁力市的农场，亦是黑龙江省农垦绥化管理局所属的一个农场。
铁力农场1955年建场，位于小兴安岭南麓，横跨铁力市、庆安县，总面积36.7万亩，其中耕地面积23.7万亩，人口9459人。

## 行政区划
铁力农场下辖以下单位：
铁力场直社区、铁力农场铁北管理区、铁力农场铁中管理区和铁力农场铁南管理区。